# Đỗ Hiếu
Đỗ Ngọc Hiếu, thường được biết đến với nghệ danh Đỗ Hiếu (sinh ngày 3 tháng 9 năm 1989), là một nam nhạc sĩ kiêm nhà sản xuất thu âm người Việt Nam. Trong suốt sự nghiệp của mình, anh từng giành được bốn đề cử tại giải Cống hiến.

## Tiểu sử
Đỗ Hiếu đam mê âm nhạc từ nhỏ, được học piano từ năm ba tuổi. Học xong cấp ba, anh thi vào trường Cao đẳng Văn hóa Nghệ thuật Thành phố Hồ Chí Minh. Sau khi tốt nghiệp, Đỗ Hiếu bắt đầu tập trung vào công việc hòa âm và sáng tác, anh gửi demo ca khúc cho các ca sĩ và được họ chọn lựa.
Anh cũng là nhà sản xuất nhạc cho đội của Đông Nhi trong chương trình Hòa âm Ánh sáng (mùa 1).

## Giải thưởng
| Giải thưởng           | Năm  | Hạng mục                                       | Đề cử cho             | Thể hiện                | Kết quả   | Chú thích |
| --------------------- | ---- | ---------------------------------------------- | --------------------- | ----------------------- | --------- | --------- |
| Zing Music Awards     | 2014 | Ca khúc song ca/ nhóm ca được yêu thích nhất   | Gạt đi nước mắt       | Noo Phước Thịnh         | Đoạt giải |           |
| Zing Music Awards     | 2014 | Ca khúc đứng đầu tuần nhiều nhất bảng xếp hạng | Gạt đi nước mắt       | Noo Phước Thịnh         | Đoạt giải |           |
| Zing Music Awards     | 2014 | Ca khúc Dance/ Electronic được yêu thích nhất  | Bad Boy               | Đông Nhi                | Đoạt giải |           |
| Zing Music Awards     | 2015 | Ca khúc Soul/ R&B được yêu thích nhất          | Vì ai vì anh          | Đông Nhi                | Đề cử     |           |
| Zing Music Awards     | 2016 | Ca khúc của năm                                | Trách ai bây giờ      | Đông Nhi                | Đề cử     |           |
| Zing Music Awards     | 2016 | Ca khúc của năm                                | Cause I Love You      | Noo Phước Thịnh         | Đề cử     |           |
| Zing Music Awards     | 2016 | Nhạc sĩ có nhiều tác phẩm được yêu thích       |                       |                         | Đề cử     |           |
| Zing Music Awards     | 2016 | Ca khúc Dance/ Electronic được yêu thích nhất  | Cause I Love You      | Noo Phước Thịnh         | Đoạt giải |           |
| Zing Music Awards     | 2017 | Nhạc sĩ của năm                                |                       |                         | Đề cử     |           |
| Giải Mai Vàng         | 2014 | Ca khúc                                        | Bad Boy               | Đông Nhi                | Đề cử     |           |
| Giải thưởng Cống hiến | 2017 | Nhạc sĩ của năm                                |                       |                         | Đề cử     |           |
| Giải thưởng Cống hiến | 2017 | Nhà sản xuất của năm                           |                       |                         | Đề cử     |           |
| Giải thưởng Cống hiến | 2018 | Nhà sản xuất của năm                           |                       |                         | Đề cử     |           |
| Giải thưởng Cống hiến | 2019 | Nhà sản xuất của năm                           |                       |                         | Đề cử     |           |
| Làn Sóng Xanh         | 2014 | Single của năm                                 | Gạt đi nước mắt       | Noo Phước Thịnh         | Đoạt giải |           |
| Làn Sóng Xanh         | 2014 | Top 10 nhạc sĩ được yêu thích                  |                       |                         | Đoạt giải |           |
| Làn Sóng Xanh         | 2015 | Single của năm                                 | Vì ai vì anh          | Đông Nhi                | Đề cử     |           |
| Làn Sóng Xanh         | 2015 | Top 10 nhạc sĩ được yêu thích                  |                       |                         | Đoạt giải |           |
| Làn Sóng Xanh         | 2016 | Single của năm                                 | Cause I Love You      | Noo Phước Thịnh         | Đoạt giải |           |
| Làn Sóng Xanh         | 2016 | Nhạc sĩ hòa âm phối khí                        |                       |                         | Đề cử     | [ 1 ]     |
| Làn Sóng Xanh         | 2016 | Top 10 nhạc sĩ được yêu thích                  |                       |                         | Đoạt giải |           |
| Wechoice Awards       | 2014 | Sự kết hợp xuất sắc                            | (cùng Đông Nhi)       |                         | Đề cử     |           |
| Wechoice Awards       | 2014 | Bài hát của năm                                | Gạt đi nước mắt       | Noo Phước Thịnh         | Đề cử     |           |
| Wechoice Awards       | 2015 | Playlist truyền cảm hứng                       | Vì Ai Vì Anh          | Đông Nhi                | Đoạt giải |           |
| Wechoice Awards       | 2015 | Playlist truyền cảm hứng                       | Boom Boom             | Đông Nhi                | Đề cử     |           |
| Wechoice Awards       | 2015 | Playlist truyền cảm hứng                       | Shake The Rhythm      | Đông Nhi                | Đề cử     |           |
| Wechoice Awards       | 2015 | Playlist truyền cảm hứng                       | Ta là của nhau        | Đông Nhi, Ông Cao Thắng | Đề cử     |           |
| Wechoice Awards       | 2015 | Playlist truyền cảm hứng                       | Hold me tonight       | Noo Phước Thịnh         | Đề cử     |           |
| Wechoice Awards       | 2015 | Playlist truyền cảm hứng                       | Destiny               | Hồ Ngọc Hà              | Đề cử     |           |
| Keeng Young Awards    | 2017 | Ca khúc của năm                                | Khóc bằng nụ cười     | Uni5                    | Đề cử     | [ 2 ]     |
| Keeng Young Awards    | 2017 | Ca khúc nhạc Pop                               | Khóc bằng nụ cười     | Uni5                    | Đề cử     | [ 2 ]     |
| Keeng Young Awards    | 2017 | Nhạc sĩ có nhiều tác phẩm được yêu thích       |                       |                         | Đề cử     | [ 2 ]     |
| Keeng Young Awards    | 2018 | Ca khúc của năm                                | Xin Lỗi Anh Quá Phiền | Đông Nhi                | Đề cử     |           |
| Keeng Young Awards    | 2018 | Ca khúc nhạc Dance được yêu thích nhất         | Xin Lỗi Anh Quá Phiền | Đông Nhi                | Đoạt giải |           |
| Keeng Young Awards    | 2018 | Nhạc sĩ được yêu thích nhất                    |                       |                         | Đề cử     |           |
| Yan Vpop 20 Awards    | 2015 | Bài hát xuất sắc nhất                          | Vì Ai Vì Anh          | Đông Nhi                | Đoạt giải |           |
| Yan Vpop 20 Awards    | 2016 | Top 20 ca khúc của năm                         | I Wanna Be Your Love  | Đông Nhi                | Đoạt giải |           |
| Yan Vpop 20 Awards    | 2016 | Top 20 ca khúc của năm                         | Cause I Love You      | Noo Phước Thịnh         | Đoạt giải |           |
| Yan Vpop 20 Awards    | 2016 | Top 20 ca khúc của năm                         | Keep Me In Love       | Hồ Ngọc Hà              | Đoạt giải |           |
| Vietnam Top Hit       | 2015 | Top 5 nhạc sĩ                                  |                       |                         | Đoạt giải |           |
| Vietnam Top Hit       | 2015 | Top ca khúc Hit                                | Vì Ai Vì Anh          | Đông Nhi                | Đoạt giải |           |
| Vietnam Top Hit       | 2015 | Top ca khúc Hit                                | Ta là của nhau        | Đông Nhi, Ông Cao Thắng | Đoạt giải |           |
| Vietnam Top Hit       | 2015 | Top ca khúc Hit                                | Hold me tonight       | Noo Phước Thịnh         | Đoạt giải |           |
| HTV Awards            | 2015 | Nhạc sĩ được yêu thích nhất                    |                       |                         | Đề cử     |           |
| Bài Hát Việt          | 2014 | Bài hát của năm                                | Nghe ta hồi sinh      | Thảo Trang              | Đề cử     |           |